# Лізиноприл
Лізиноприл — лікарський препарат, використовується для зниження кров'яного тиску. Інгібітор ангіотензин-перетворюючого ферменту, запобігає перетворенню ангіотензину на більш активну форму ангіотензин-2 і таким чином знижує тонус м'язів стінок артерій. За хімічною структурою — 1-[N-(S)-1-карбокси-3-фенілпропіл]- L-лізил]- L-пролін дигідрат.
Форма випуску — таблетки.

Лізиноприл

Лізіноприл був запатентований в 1978 році і схвалений для медичного застосування в США в 1987.

## Фармакологічні властивості
Пригнічує утворення ангіотензину II i зменшує його судинозвужувальну дію, а також його стимулюючий вплив на продукцію альдостерону в надниркових залозах. На фоні дії препарату знижується АТ, зменшується загальний периферичний опір судин, зменшується постнавантаження, знижується тиск в малому колі кровообігу, незначно посилюється внутрішньонирковий кровотік. Лізиноприл не впливає на частоту серцевих скорочень і хвилинний об'єм крові. Має тривалу антигіпертензивну дію (близько 36 год після одноразового прийому).

## Фармакокінетика
Після прийому всередину пік концентрації спостерігається через 6-7 год. Біодоступність становить 25-50 %. Лізиноприл практично не зв'язується з білками сироватки крові і не зазнає метаболізму в організмі, виводиться із сечею в незміненому вигляді. Період напіввиведення становить не менше 12,6 год, період повного виведення — 30 год. Гіпотензивний ефект відзначається вже через 1 год після прийому і зберігається протягом 24 год. Приймання їжі не впливає на показники абсорбції. Гіпотензивна дія лізиноприлу зберігається при тривалому застосуванні, при різкому припиненні лікування лізиноприлом синдром відміни не розвивається.

## Показання для застосування
Артеріальна гіпертензія всіх ступенів тяжкості; застійна серцева недостатність. Може застосовуватися як засіб моно- та комбінованої терапії.

## Протипоказання
Підвищена чутливість до лізиноприлу, виражені порушення функції нирок, двобічний стеноз ниркових артерій або стеноз артерії однієї нирки, аортальний стеноз, ангіоневротичний набряк після прийому інших інгібіторів АПФ в анамнезі, періоди вагітності та лактації, дитячий вік.